# Oostenrijk op het Eurovisiesongfestival 2014

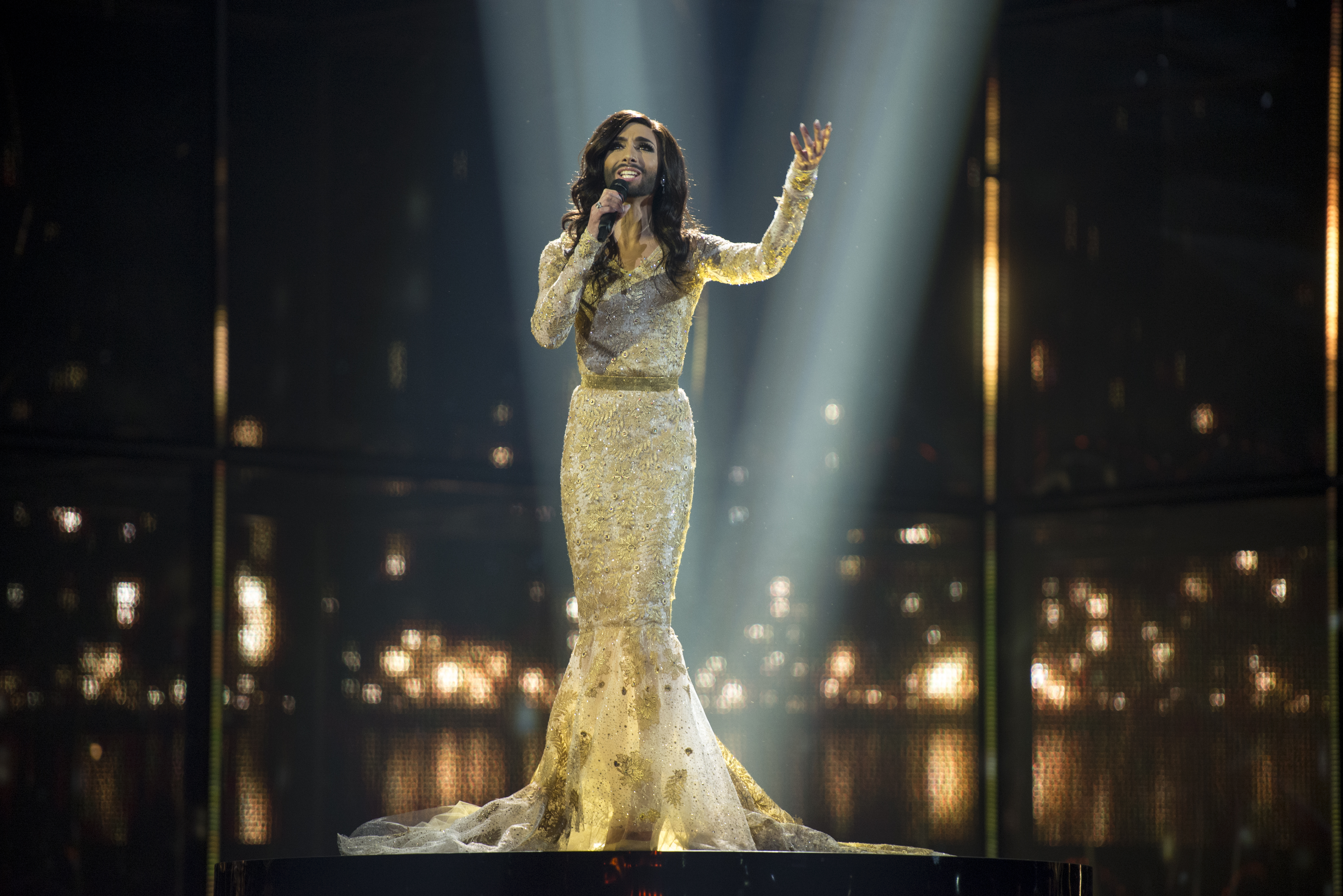
Conchita Wurst zorgde voor de tweede Oostenrijkse overwinning in de geschiedenis van het Eurovisiesongfestival

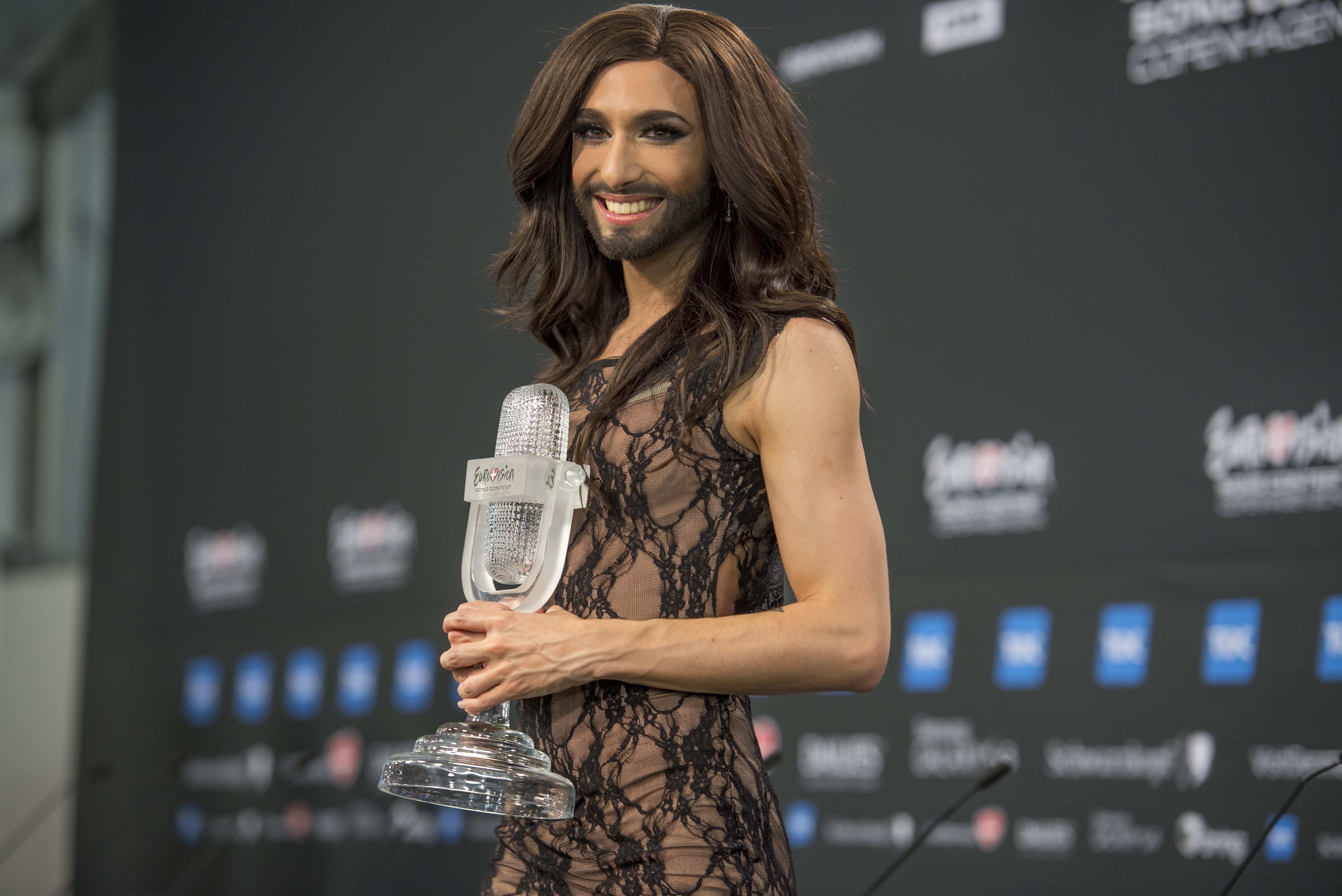
Wurst met de trofee op de winnaars persconferentie

Oostenrijk nam deel aan het Eurovisiesongfestival 2014 in Kopenhagen, Denemarken. Het was de 47ste deelname van het land aan het Eurovisiesongfestival. ORF was verantwoordelijk voor de Oostenrijkse bijdrage voor de editie van 2014. Oostenrijk won het Eurovisiesongfestival voor de tweede keer, na eerder te hebben gewonnen in 1966.

## Selectieprocedure
Op 10 september 2013 maakte de Oostenrijkse openbare omroep bekend te zullen deelnemen aan de volgende editie van het Eurovisiesongfestival. Meteen werd duidelijk wie het land zou gaan vertegenwoordigen in Denemarken: Conchita Wurst. De dragqueen, het alter ego van Tom Neuwirth, nam eerder al deel aan de nationale finale in 2012. Met het nummer That's what I am eindigde hij toen op de tweede plaats. Aanvankelijk zou Conchita Wurst het nummer waarmee hij Oostenrijk vertegenwoordigde in Kopenhagen op 7 maart presenteren, maar omdat het nummer nog niet afgewerkt was, werd de datum verschoven naar 18 maart. De Oostenrijkse bijdrage voor de negenenvijftigste editie van het Eurovisiesongfestival kreeg de titel Rise like a phoenix.

## In Kopenhagen
Oostenrijk moest in Kopenhagen eerst aantreden in de tweede halve finale, op donderdag 8 mei. Conchita Wurst trad als zesde van vijftien deelnemers aan, na Donatan & Cleo uit Polen en net voor Vilija Matačiūnaitė uit Litouwen. Bij het openen van de enveloppen bleek dat Oostenrijk zich had weten te plaatsen voor de finale. Na afloop van de finale werd duidelijk dat Conchita Wurst op de tweede halve finale had gewonnen, met 169 punten. Oostenrijk kreeg het maximum van twaalf punten van zeven landen, met name Finland, Griekenland, Ierland, Italië, Roemenië, het Verenigd Koninkrijk en Zwitserland.
In de finale trad Conchita Wurst als elfde van 26 acts aan, net na Freaky Fortune feat. RiskyKidd uit Griekenland en gevolgd door Elaiza uit Duitsland. Uiteindelijk won Oostenrijk het negenenvijftigste Eurovisiesongfestival, met 290 punten. Het was de tweede overwinning van het Alpenland in de geschiedenis van het Eurovisiesongfestival, na eerder in 1966 te hebben gewonnen dankzij Udo Jürgens. Oostenrijk kreeg het maximum van de punten van dertien landen, met name België, Finland, Griekenland, Ierland, Israël, Italië, Nederland, Portugal, Slovenië, Spanje, het Verenigd Koninkrijk en Zwitserland.

## Punten

### Punten gegeven aan Oostenrijk
| 12 punten                                                                                 | 10 punten                                                | 8 punten    | 7 punten      | 6 punten          |
| ----------------------------------------------------------------------------------------- | -------------------------------------------------------- | ----------- | ------------- | ----------------- |
| - Finland - Griekenland - Ierland - Italië - Roemenië - Zwitserland - Verenigd Koninkrijk | - Georgië - Israël - Litouwen - Malta - Polen - Slovenië | - Noorwegen | - Wit-Rusland | - Noord-Macedonië |
| 5 punten                                                                                  | 4 punten                                                 | 3 punten    | 2 punten      | 1 punt            |
|                                                                                           | - Duitsland                                              |             |               |                   |

| 12 punten | 10 punten                                                                  | 8 punten                           | 7 punten               | 6 punten       |
| --- | -------------------------------------------------------------------------- | ---------------------------------- | ---------------------- | -------------- |
| - België - Finland - Griekenland - Ierland - Israël - Italië - Nederland - Portugal - Slovenië - Spanje - Zweden - Zwitserland - Verenigd Koninkrijk | - Georgië - Frankrijk - Hongarije - IJsland - Litouwen - Malta - Noorwegen | - Denemarken - Roemenië - Oekraïne | - Duitsland - Moldavië | - Letland      |
| 5 punten | 4 punten                                                                   | 3 punten                           | 2 punten               | 1 punt         |
| - Albanië - Rusland | - Estland                                                                  | - Noord-Macedonië                  | - Montenegro           | - Azerbeidzjan |

### Punten gegeven door Oostenrijk

#### Eerste halve finale
Punten gegeven door Oostenrijk in de eerste halve finale
| Punten    | Land        |
| --------- | ----------- |
| 12 punten | Roemenië    |
| 10 punten | Wit-Rusland |
| 8 punten  | Finland     |
| 7 punten  | Slovenië    |
| 6 punten  | Zwitserland |
| 5 punten  | Noorwegen   |
| 4 punten  | Ierland     |
| 3 punten  | Griekenland |
| 2 punten  | Polen       |
| 1 punt    | Malta       |

#### Finale
Punten gegeven door Oostenrijk in de finale
| Punten    | Land        |
| --------- | ----------- |
| 12 punten | Armenië     |
| 10 punten | Nederland   |
| 8 punten  | Roemenië    |
| 7 punten  | Hongarije   |
| 6 punten  | Zweden      |
| 5 punten  | Oekraïne    |
| 4 punten  | Finland     |
| 3 punten  | Zwitserland |
| 2 punten  | IJsland     |
| 1 punt    | Noorwegen   |

1957 · 1958 · 1959 · 1960 · 1961 · 1962 · 1963 · 1964 · 1965 · 1966 · 1967 · 1968 · 1969-1970 · 1971 · 1972 · 1973-1975 · 1976 · 1977 · 1978 · 1979 · 1980 · 1981 · 1982 · 1983 · 1984 · 1985 · 1986 · 1987 · 1988 · 1989 · 1990 · 1991 · 1992 · 1993 · 1994 · 1995 · 1996 · 1997 · 1998 · 1999 · 2000 · 2001 · 2002 · 2003 · 2004 · 2005 · 2006 · 2007 · 2008-2010 · 2011 · 2012 · 2013 · 2014 · 2015 · 2016 · 2017 · 2018 · 2019 · 2020 · 2021 · 2022 · 2023 · 2024 · 2025
Albanië · Armenië · Azerbeidzjan · België · Denemarken · Duitsland · Estland · Finland · Frankrijk · Georgië · Griekenland · Hongarije · Ierland · IJsland · Israël · Italië · Letland · Litouwen · Macedonië · Malta · Moldavië · Montenegro · Nederland · Noorwegen · Oekraïne · Oostenrijk · Polen · Portugal · Roemenië · Rusland · San Marino · Slovenië · Spanje · Verenigd Koninkrijk · Wit-Rusland · Zweden · Zwitserland